# Josiah Johnson Hawes

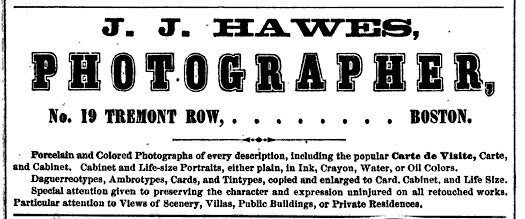
Fotografova reklama, 1868, Bostonský archiv

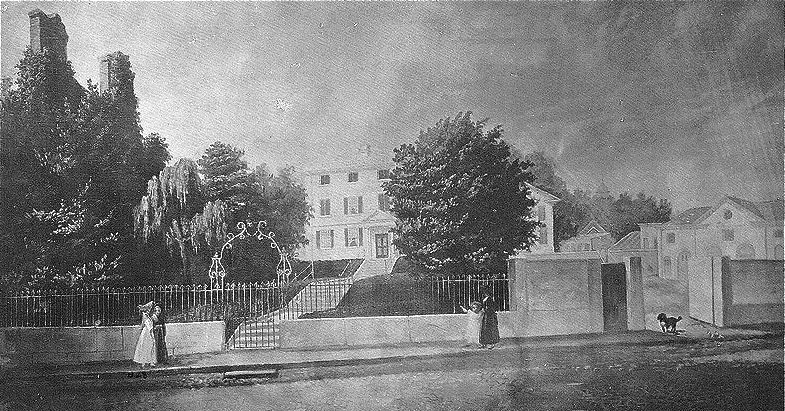
Zahrada Gardiner Green, Boston, 1843

Josiah Johnson Hawes (1808-1901) byl americký fotograf působící v Bostonu, Massachusetts, a který vlastnil daguerrotypické fotografické studio Southworth & Hawes s Albertem Sandsem Southworthem (1811–1894). Tento ateliér existoval od roku 1843 do 1863 a vyprodukoval celou řadu portrétů vysoké kvality.
Oba dva jsou označováni za jedny z prvních amerických mistrů fotografie. Jejich práce na fotografických portrétech povýšila úroveň fotografie na výtvarné umění. Jejich obrazy jsou obsaženy v každé větší knize a sbírce z počátků americké fotografie.
Southworth & Hawes pracovali téměř výlučně s procesem daguerrotypie, tedy s deskami velkými 8x6 palců, s brilantním obrazem lesknoucím se jako zrcadlo a jemnou podrobnou kresbou detailů.
V srpnu 1855 napsal filadelfský daguerrotypista Marcus A. Root do magazínu Photographic and Fine Art Journal: "Jejich styl je pro ně příznačný; prezentují krásné účinky světla a stínu, dávají hloubku spolu s nádhernou jemností a vyzrálostí. Tyto vlastnosti jim dávají výbornou pověst umělců a znalců." Dále uvedl, že firma by měla věnoval svůj čas hlavně na daguerrotypie a již méně se věnovat fotografii na papíře.

## Životopis
J. J. Hawes se narodil ve Waylandu v Massachusetts roku 1808. Svou životní dráhu začal jako portrétní malíř. Fotografii studoval v Bostonu s Francisem Fauvel-Gouraudem.
V roce 1843 společně se Southworthem založili společnost Southworth & Hawes, s vlastním fotografickým studiem na Tremont Row, v Bostonské části Scollay Square. Studio se specializovalo na daguerrotypické portréty mnoha významných osobností, mezi nimiž byli například Lemuel Shaw, Henry Wadsworth Longfellow, Daniel Webster a další.
Z oken studia bylo vidět do „krásného ovocného sadu, který patřil do Gardiner Greene, a také na náměstí Scollay a na kostel se zahradou na Brattle Street...“.
V roce 1849 se Hawes oženil s Nancy Stiles Southworthovou (sestrou Alberta). Spolu měli tři děti: Alici, Marion a Edwarda.
Po ukončení spolupráce se Southworthem roku 1863, pokračoval Hawes jako fotograf ještě několik desítek let na Tremont Row až do 90. let 19. století. V pozdních letech byl znám jako „nejstarší pracující fotograf ve své zemi“.

## Galerie

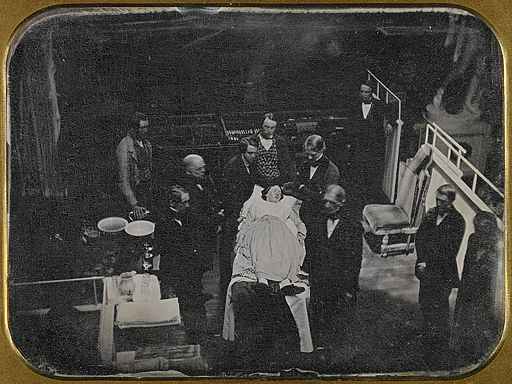
Southworth & Hawes: Opětovné uzákonění používání rajského plynu v praxi, 16. října 1846 (1847?), daguerrotypie
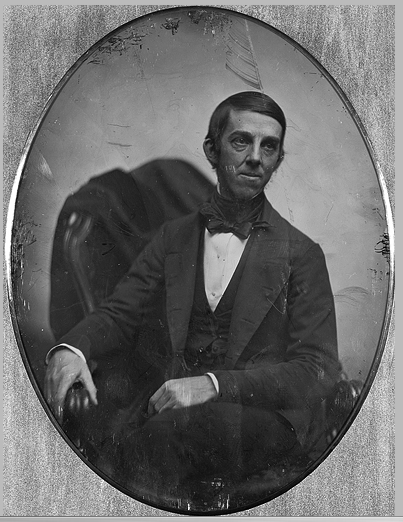
Oliver Wendell Holmes, Sr., ca. 1850-1856
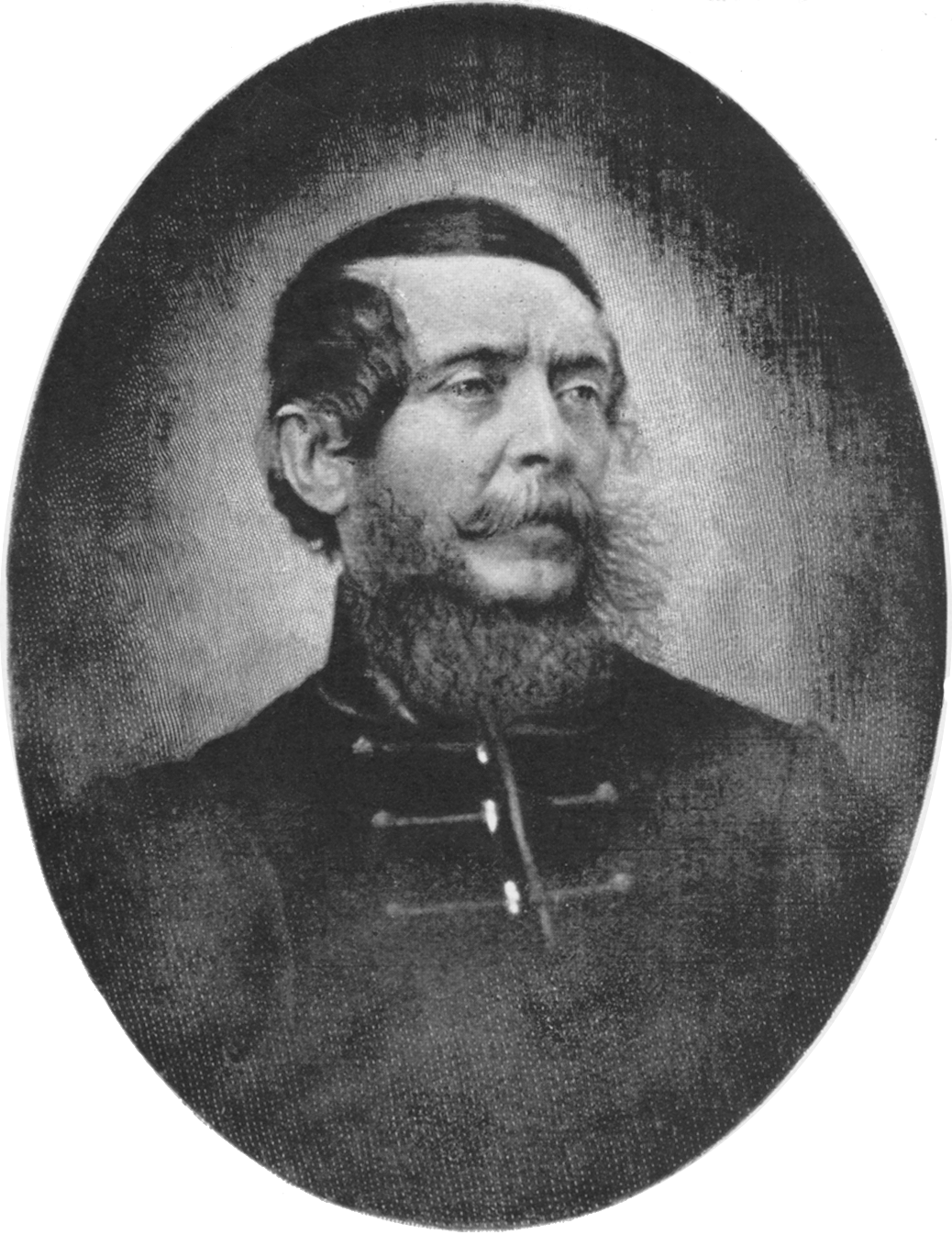
Lajos Kossuth, 1851
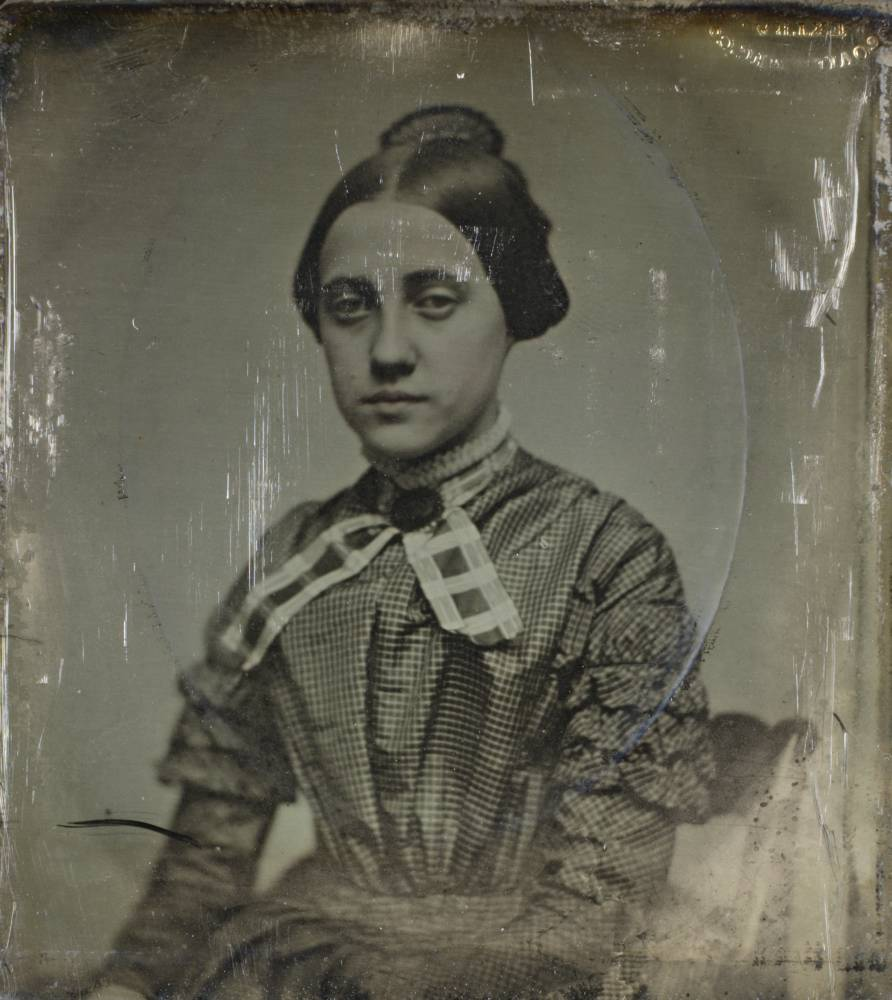
Neznámá žena, Southworth & Hawes, ca.1852
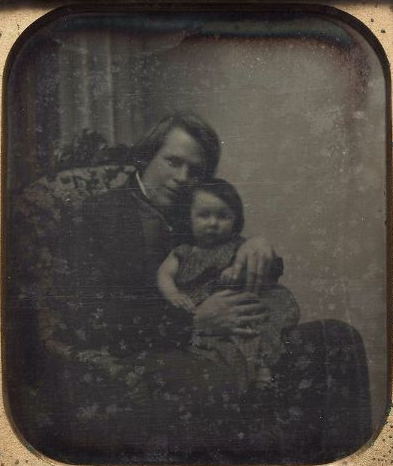
J.J. Hawes a jeho dcera Marion, Southworth & Hawes, ca. 1852
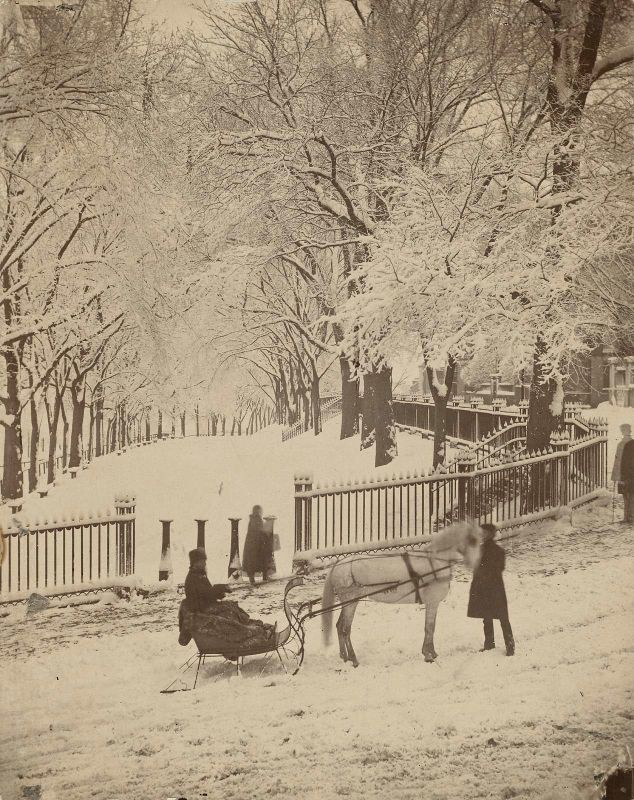
Boston Common, ca. 1875
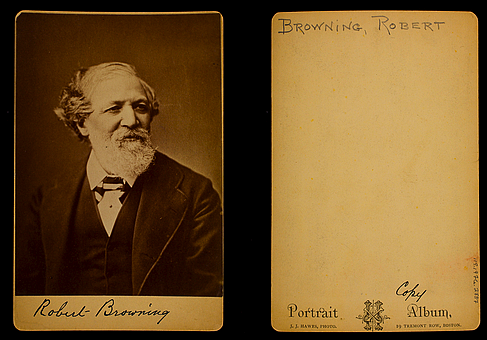
Robert Browning, ca. 1860-1880
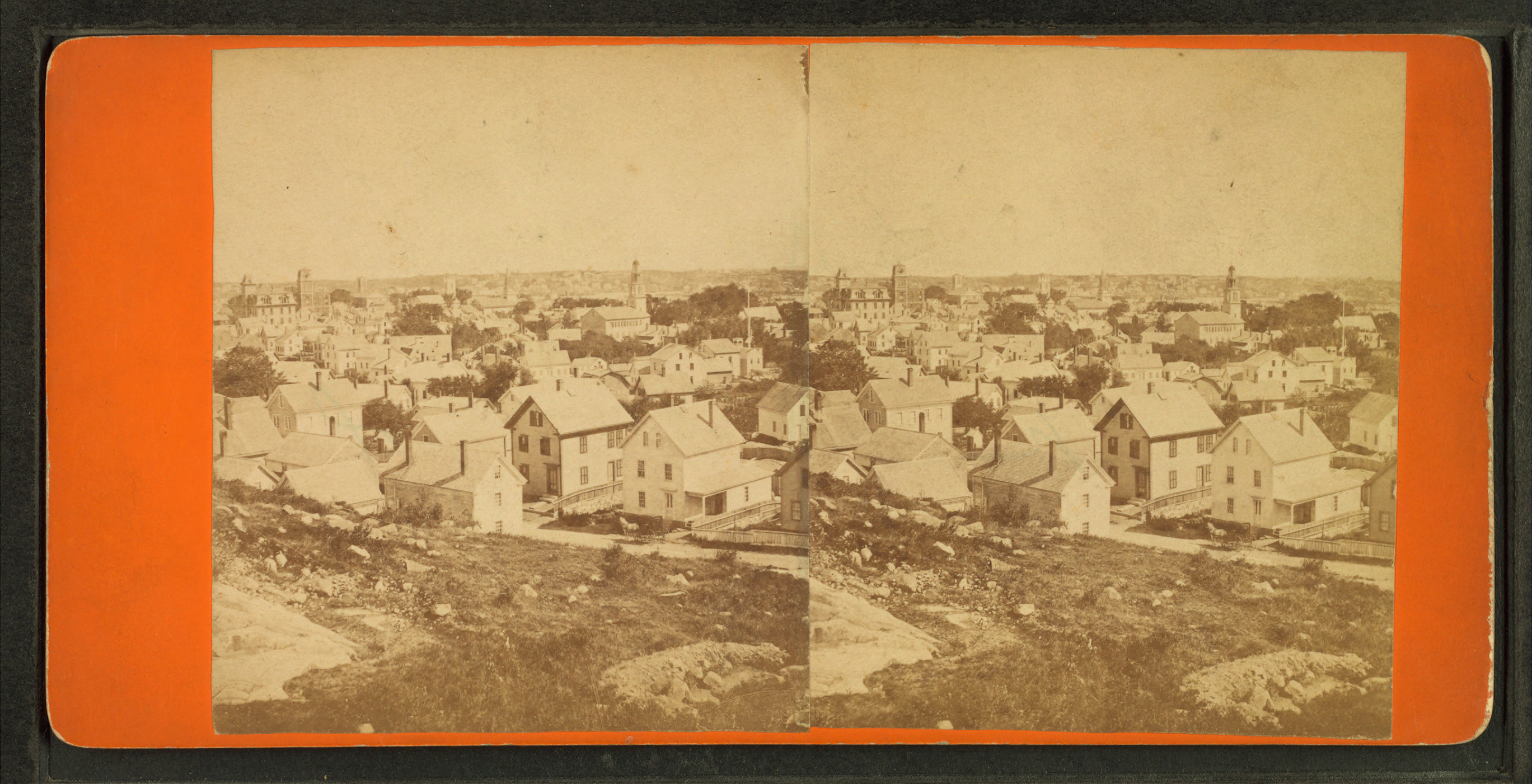
Boston, ca. 1860-1880
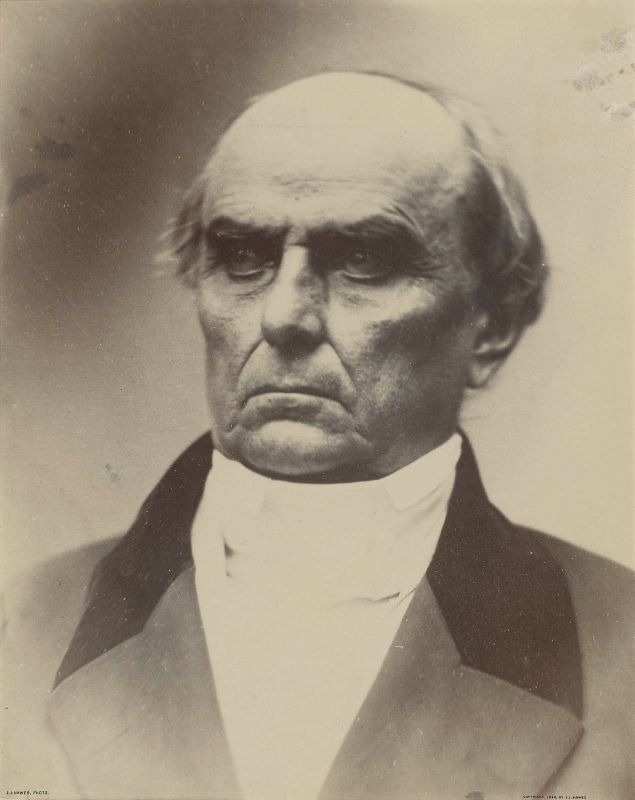
Daniel Webster, ca.1883
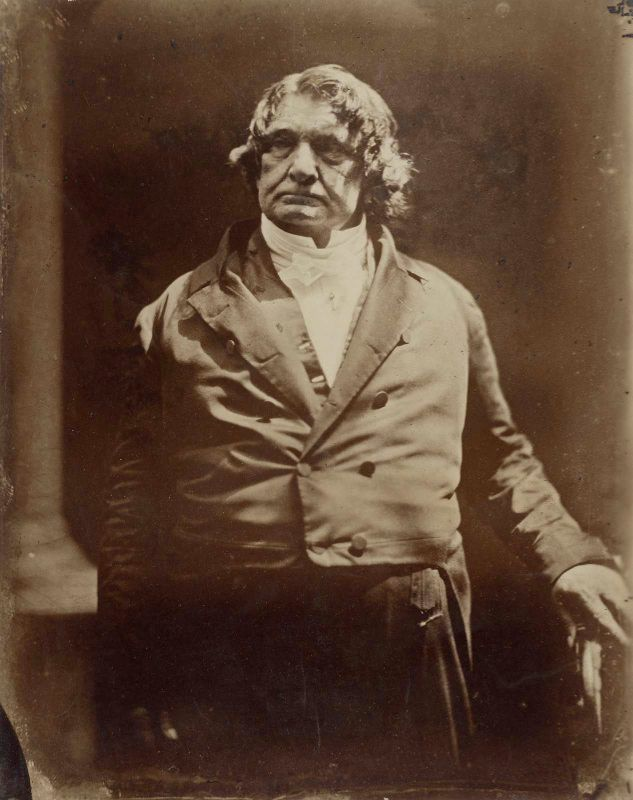
Lemuel Shaw, ca.1883
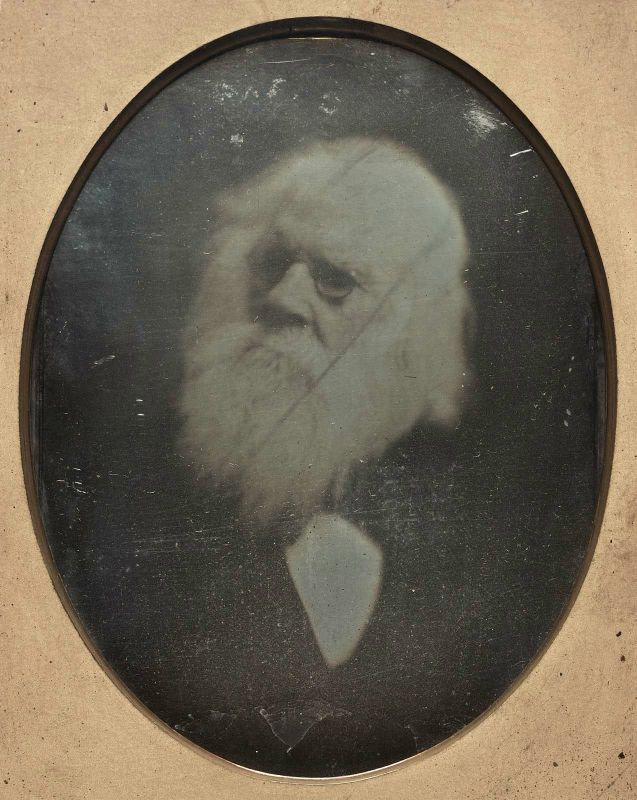
Autoportrét, ca.1890
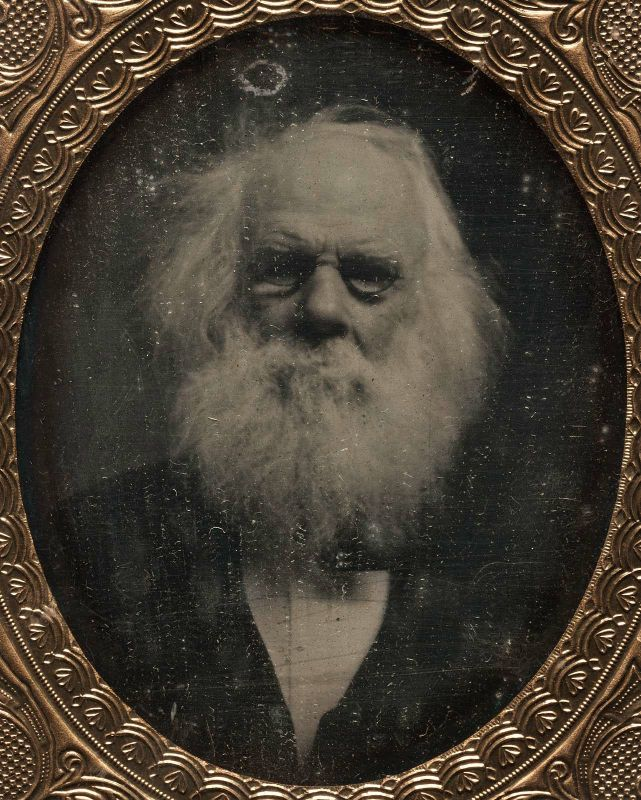
Autoportrét, ca.1890
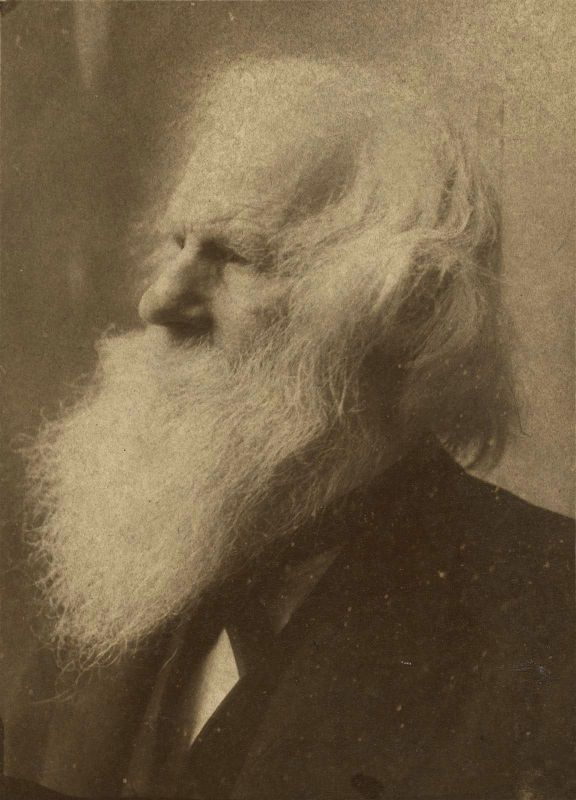
Autoportrét, ca.1895
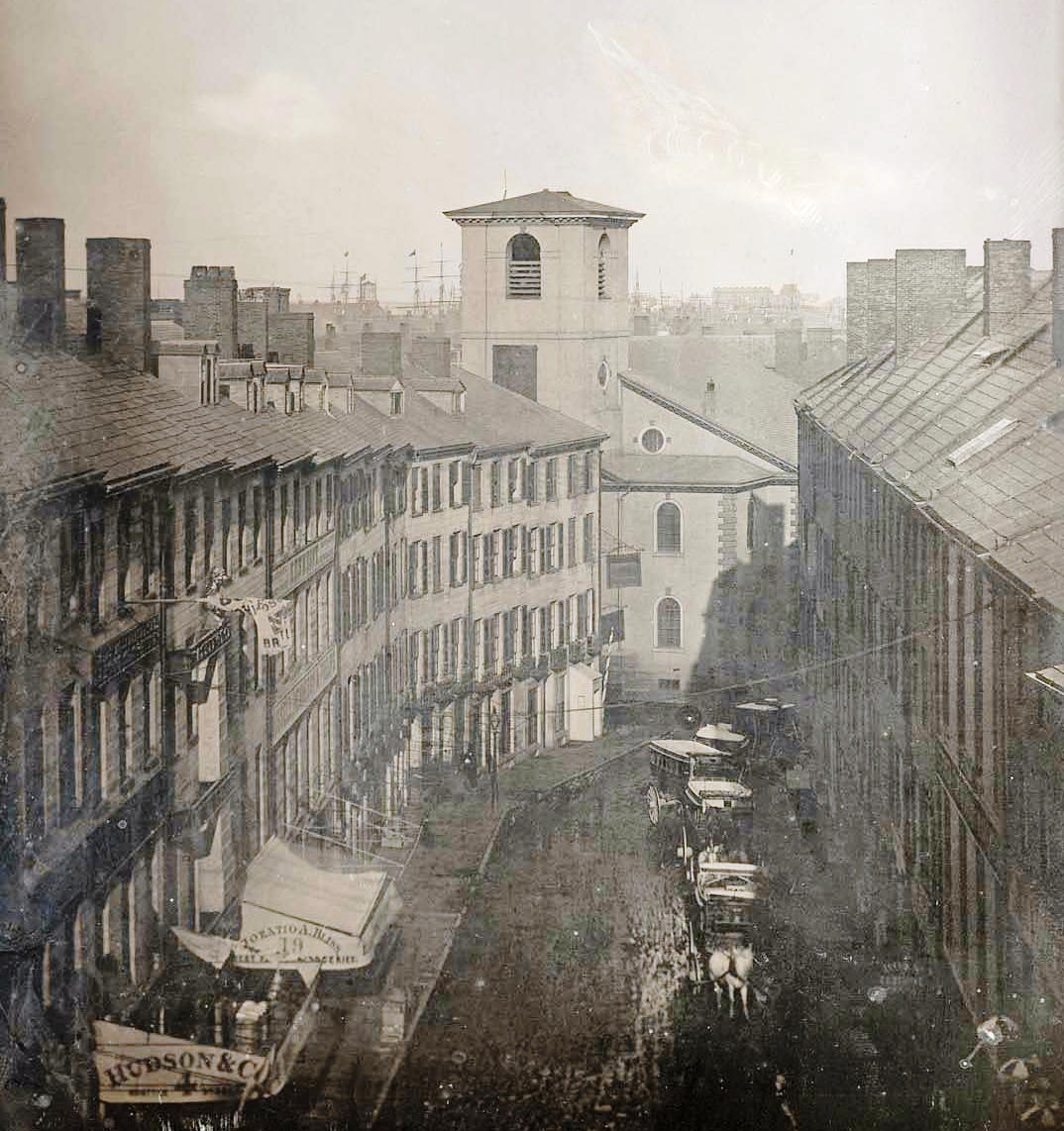
Brattle Street, 1855